# Nyírfalepke
A nyírfalepke (Thecla betulae) a rovarok (Insecta) osztályának a lepkék (Lepidoptera) rendjébe, ezen belül a boglárkalepkefélék (Lycaenidae) családjába tartozó faj.

## Előfordulása
A nyírfalepke Közép-Európában, Skandinávia és Finnország déli részén, Észak-Olaszországban, a Balkánon és Kelet-Európában honos. Nyugaton a Pireneusokig fordul elő, az Ibériai-félszigeten azonban már hiányzik. Angliában és Írországban csak a déli területeken található meg. Sehol sem gyakori.

## Megjelenése
A nyírfalepke elülső szárnya 2 centiméter hosszú. A hím a nősténynél kisebb. A szárnyak felül sötétbarnák, az elülső szárnyon nagyobb, vese alakú vörösessárga folt látható, mely a hímnél alig érzékelhető vagy teljesen hiányzik. A szárnyak fonákja mindkét nemnél fényes barnásnarancs színű, a hátulsó szárnyon 2, az elülsőn 1 fekete-fehér harántvonallal. A hátulsó szárnyon vékony faroknyúlvány van.

## Életmódja
A nyírfalepke erdőszéleken, bokros helyeken, patakok mentén, hegylejtőkön él, 1000 méter magasságig. A talaj köves is lehet, ott mogyoró, kökény vagy más vad gyümölcsfák nőnek.

## Szaporodása
A nyírfalepke egy nemzedékét júniustól szeptemberig láthatjuk.

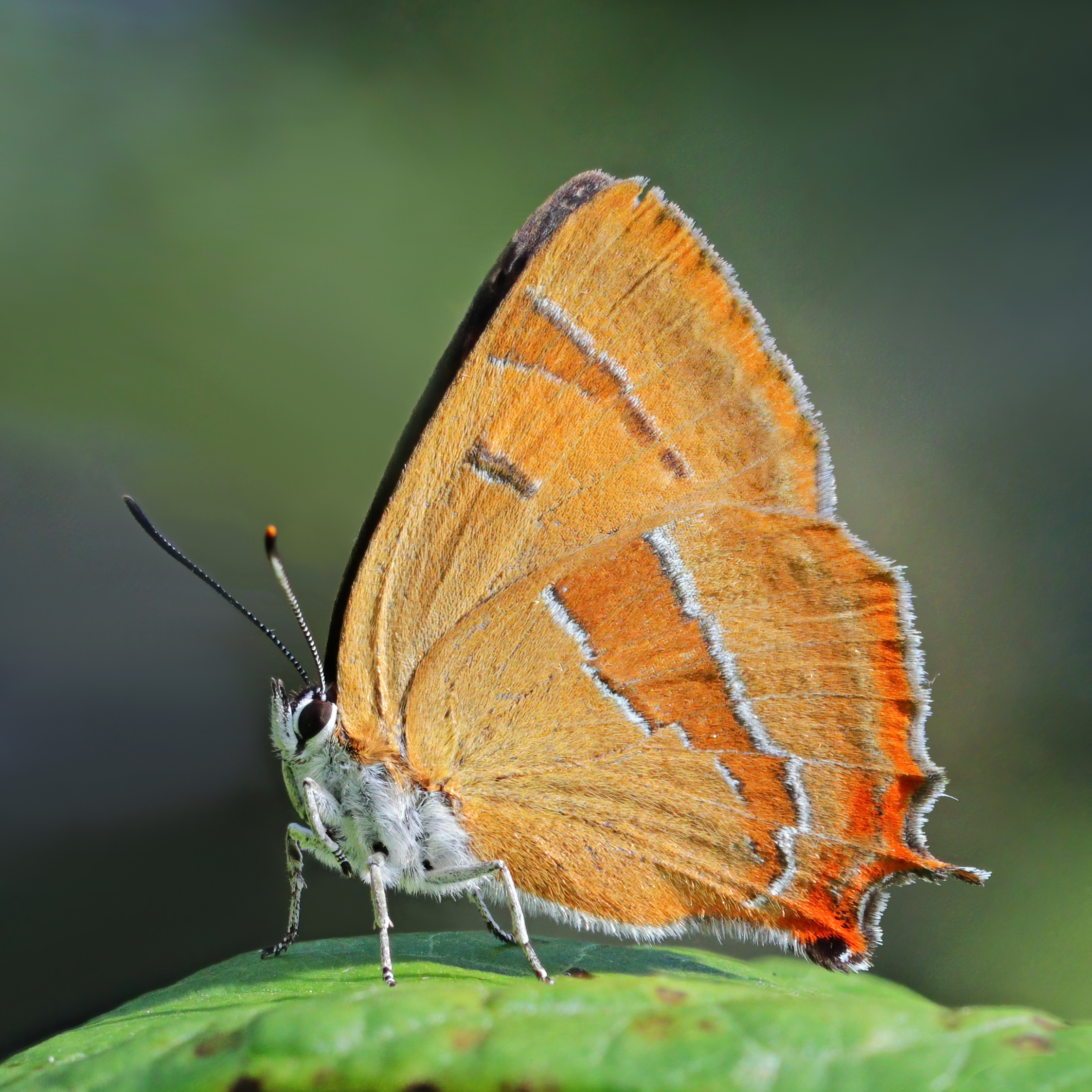
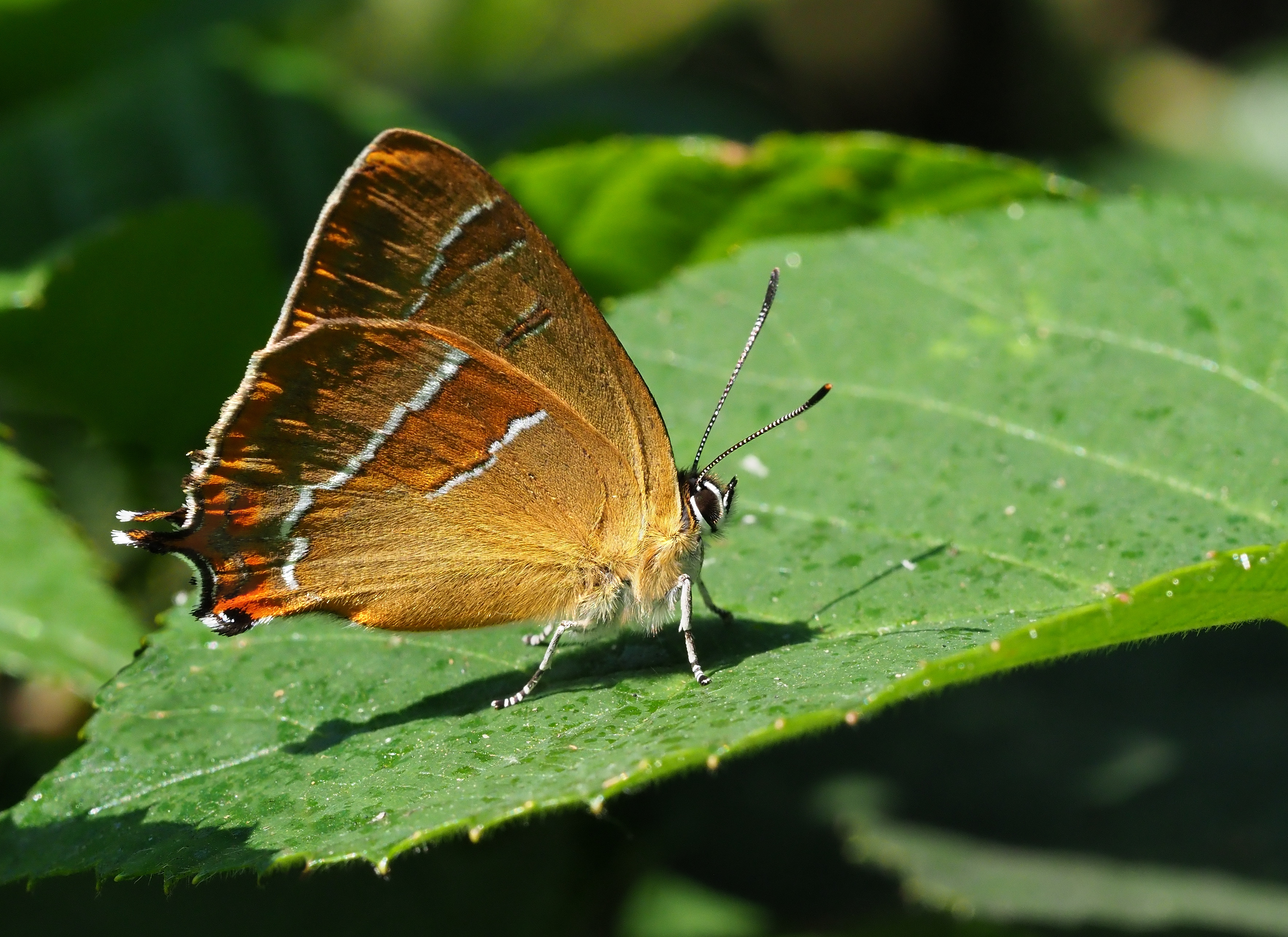
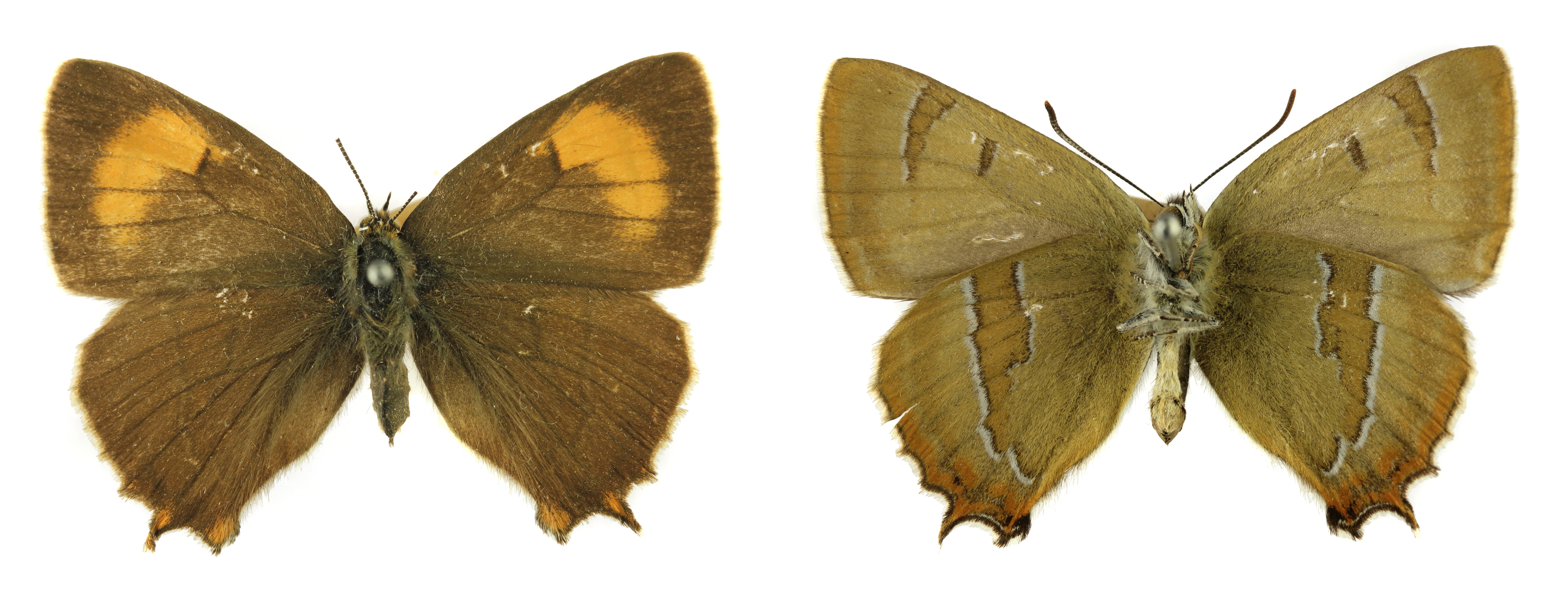
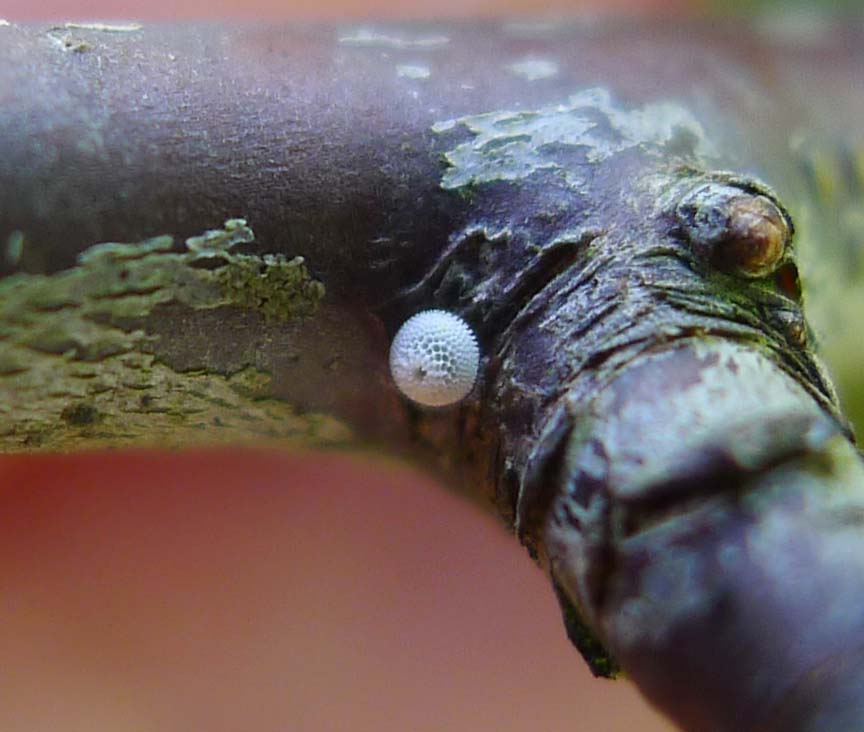
Petéje